# Medicosma latifolia
Medicosma latifolia är en vinruteväxtart som beskrevs av Thomas Gordon Hartley. Medicosma latifolia ingår i släktet Medicosma och familjen vinruteväxter. Inga underarter finns listade i Catalogue of Life.